# Урал NEXT
Урал NEXT — российский крупнотоннажный грузовой автомобиль повышенной проходимости, производящийся на Уральском автомобильном заводе в Миассе. Является преемником и модернизацией модели Урал-4320.
Впервые модельный ряд был представлен на 16-й международной специализированной выставке «Строительная техника и технологии — 2015» в Москве. До этого первый опытный образец был выставлен на обозрение на городской площади Миасса в марте 2014 года. В продажу новая модель поступила 26 ноября 2015 года.
Выпускается параллельно с предыдущей моделью Урал-4320, в отличие от которой новый грузовик является гражданской продукцией и не поставляется в армию.
С 18 октября 2018 года начато производство Урал NEXT с колёсной формулой 6x4.

## Конструкция
Двигатель устанавливается семейства ЯМЗ-536, рядный, 6,7-литровый, шестицилиндровый. Максимальная мощность агрегата — 312 л. с. Также возможна установка дефорсированных вариантов в 240 и 285 л. с. Силовой агрегат оснащён топливной системой Common-Rail и турбокомпрессором BorgWarner. Существует модификация с работой на сжатом природном газе — метане.
В качестве коробки передач используется 9-ступенчатая механическая трансмиссия производства ZF (четыре передачи в основной коробке и два диапазона дает планетарный демультипликатор, одна «ползучая» и реверс). Диапазон передаточных чисел — от 20,38 до 1,00. По желанию заказчика автомобили могут комплектоваться 5-ступенчатой КПП производства ЯМЗ.
Шасси заимствовано от Урал-4320, модернизировано, в конструкцию было внесено около 50 изменений. Карданные валы новой конструкции с торцевыми шлицами и рильсановым покрытием. Управление блокировками и раздаточной коробкой электропневматическое, клавишами. Колёса размерностью 425/85/R21, имеется функция изменения давления в шинах. Подвеска зависимая: полуэллиптические рессоры и реактивные штанги на сайлент-блоках в заднем балансире. Рулевой механизм RBL C700V с небольшим рулевым колесом от Газели.
Рама получила дополнительный усилитель, что значительно увеличило её жёсткость. Кроме того, рама теперь подвергается многоступенчатой антикоррозийной обработке.
Тормозная система — пневматическая Wabco, с автоматическим подводом колодок и барабанными устройствами на всех колесах. В качестве опции доступна антиблокировочная система тормозов. Рулевой механизм RBL с интегрированным ГУР.
Главным отличием экстерьера нового грузовика от предыдущих моделей является принципиально новая кабина, заимствованная с небольшими переделками от семейства ГАЗон NEXT. При этом были сохранены традиционные узнаваемые черты автомобиля «Урал»: крылья, выраженные вертикальные линии решетки радиатора, металлический передний буфер.
Металлические части основания кабины, двери, днище и пороги штампуются из оцинкованной стали, подвергаемой катафорезной обработке и порошковой окраске. Крылья, капот, облицовка моторного отсека, подножек и решётки радиатора выполнены из ударопрочных полимерных материалов.
Сиденье водителя оснащено пневмоподвеской Grammer с настройкой по высоте, пассажирский диван регулировок не имеет.
Автомобиль оснащён 12-вольтовой бортовой системой электропитания. В панели приборов установлены ЖК дисплеи, имеется USB-разъём. В световом оборудовании применены светодиоды, установлены дополнительные противотуманные фары. Аккумуляторная батарея вынесена под кабину за широкой подножкой и закрыта защитным кофром.

## Комплектация

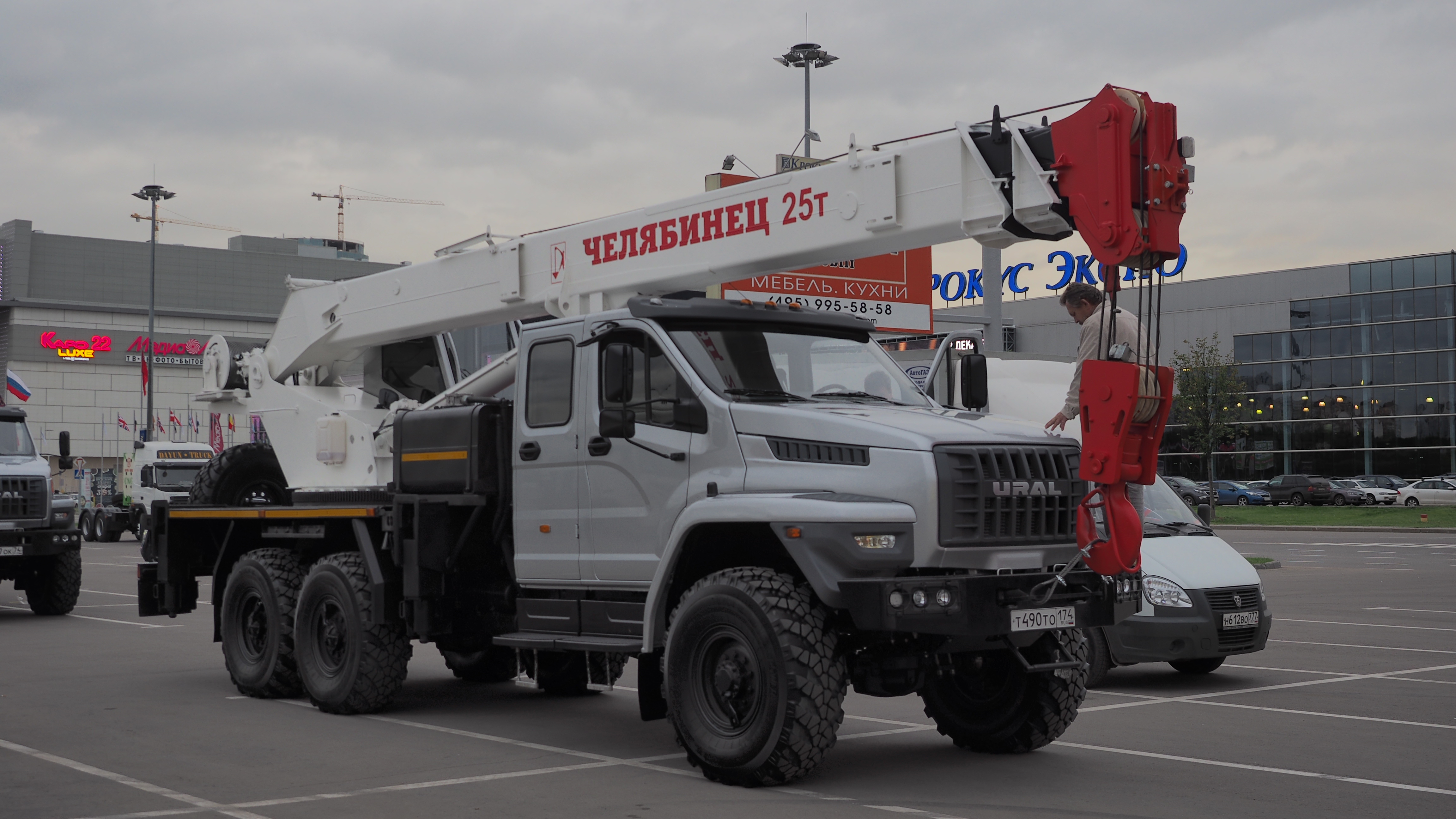
Автокран на шасси Урал Нэкст

В базовую комплектацию грузовика входят:.
| Водительское сидение на пневмоподвеске               |
| Электростеклоподъемники                              |
| Электроподогрев зеркал                               |
| Электроподогрев топливных фильтров                   |
| Электроподогрев топливозаборника                     |
| Блокировка межколесного дифференциала (БМКД)         |
| Блокировка межосевого дифференциала (БМОД)           |
| Антиблокировочная система тормозов (АБС)             |
| Пневматический привод тормозной системы              |
| Пневматический привод управления стояночным тормозом |
| Пневматический привод управления раздаточной коробки |
| Предпусковой подогреватель двигателя                 |
| Дополнительный топливный бак                         |
| Тахограф                                             |

## Эксплуатационный ресурс
Заводская гарантия на Урал Next составляет 2 года или 100 тыс. км, межсервисный интервал — 15 тыс. км.
Заявленный ресурс двигателя составляет 800 тыс. км, мостов — 350 тыс. км.

## Модификации
- УРАЛ-4320-5111-73 борт[9]

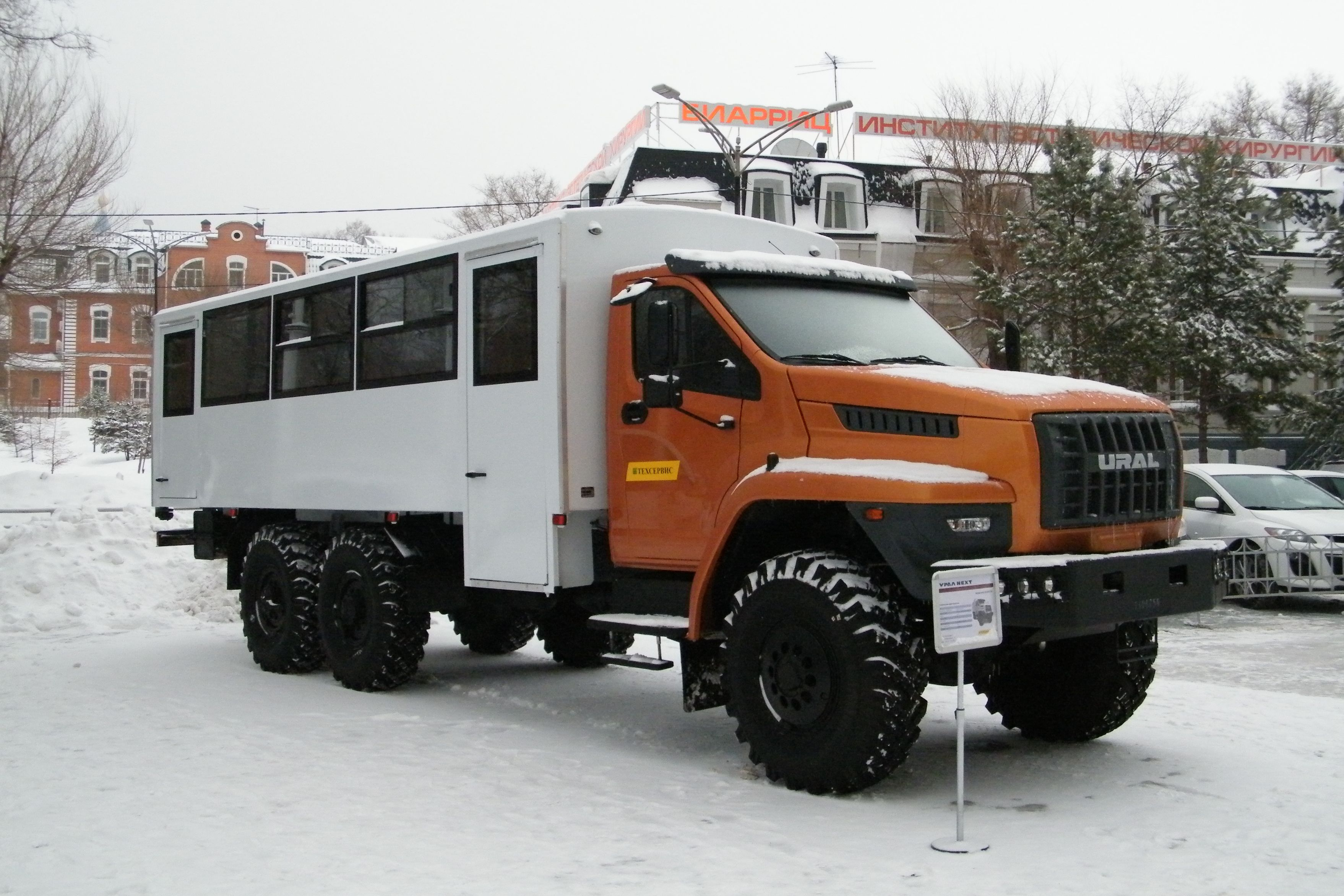
Вахтовый автобус

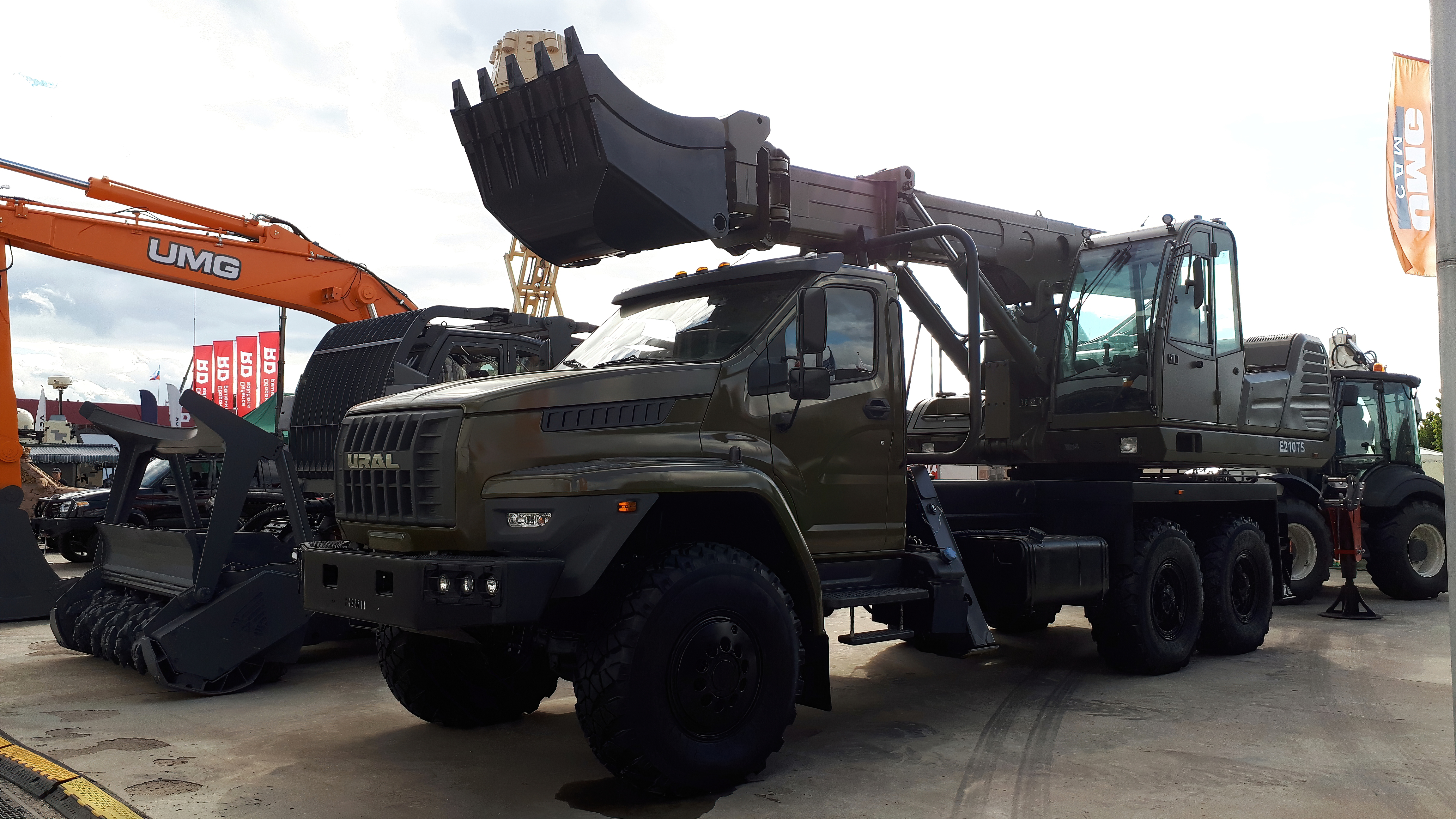
Экскаватор

- УРАЛ-44202-5311-74 Седельный тягач
- УРАЛ-3255-5013-73 Вахтовый автобус
- УРАЛ-55571-5121-74 Самосвал
- УРАЛ-4320-6151-73 Шасси

### Бортовые
УРАЛ NEXT (Бортовой):
- 4320-5111-73, 6х6, 273 л. с., 6500 кг
- 4320-5911-72, 6х6, 273 л. с., 10500 кг
- 4320-5911-74, 6х6, 310 л. с., 10500 кг

### Седельный тягач
- 44202-5311-74, 6x6, 310 л.с, 12000 кг

### Вахтовый автобус
- УРАЛ 3255-5013-73, 6x6, 273 л.с, 22 места
- УРАЛ 32551-5013-73, 6x6, 273 л.с, 20 мест
- УРАЛ 32552-5013-73, 4x4, 273 л.с, 20 мест
- УРАЛ 32552-5020-73, 4x4, 273 л.с, 14 мест

### Самосвал
- 55571-5121-74, 6x6, 310 л.с, 11200 кг[10]

### Урал NEXT 6x4
- 7470-5511-01 — седельный тягач
- 73945-5121-01 — самосвал
- 73945-5921-01 — самосвал
- 73945-6921-01 — шасси
- 73945-6121-01 — шасси

## Экспорт
В 2020 году 37 грузовых автомобилей Урал NEXT получила Национальная полиция Филиппин, они будут эксплуатироваться подразделениями сил специального назначения Национальной полиции Филиппин. Автомобили были закуплены через официального дилера АО Уральский автомобильный завод на Филиппинах[значимость факта?].